# Amok
Amok is een van oorsprong Maleisisch woord (amuk) dat in het Nederlands vrijwel altijd gebruikt wordt in combinatie met "maken", als in "amok maken". Het betekent dan "probleem veroorzaken" of "ruzie veroorzaken". In de oorspronkelijke betekenis maakt iemand amok wanneer, na een korte periode van toenemende stilte en teruggetrokkenheid, de amokmaker plotseling in woede uitbarst. Hij rent zonder duidelijke motivatie of doel rond en gebruikt daarbij een slag- of steekwapen om iedereen op zijn pad aan te vallen, zowel mensen als dieren.

## Etymologie
Het Maleise woord amok of beter amuk is mogelijk op zijn beurt een leenwoord uit het Javaans amuk. Amuk gaat terug tot het Oud-Javaans amūk, een afleiding van het grondwoord wūk. Wūk betekent slecht en is verwant aan het Maleis buruk. Het woord amūk betekent dus "iets slecht doen".
De Maleise traditie kende twee gerechtvaardigde manieren om amok te maken:
1. In dienst treden van een vorst, daar te trainen om in geval van oorlog de voorhoede te vormen. Deze vorm van amok maken is vergelijkbaar met kamikaze.
2. Een andere min of meer geaccepteerde manier was als een lager geplaatst persoon amok ging lopen tegen de vorst. Het was een soort grote schoonmaak namens de maatschappij, waarbij iedereen werd aangevallen die de amokmaker voor de voeten liep.

## Culturele oorsprong
Het woord amok is van oudsher de Maleise naam voor de moorddadige aanvallen waar Maleisiërs soms onder lijden. Het Maleise mengamuk is dan ook een bekende term voor "amok maken". Een Maleisiër die amok maakt, rent de straat op met een kris of een ander wapen en begint daarmee iedereen te raken tot hij zelf gedood wordt. Dit verschijnsel is in Maleisië is eind 17e eeuw beschreven door Reynier Adriaensen. Volgens hem werden amokmakers opgehangen. Andere auteurs uit die tijd leggen een verband tussen amok maken en het gebruik van opium.
De amokmaker zou van oudsher een soort held zijn. Op de eilanden waar amokmaken voorkwam, de Filipijnen, Maleisië en de Indische archipel lijkt amok endemisch en een vaste plaats in de cultuur te hebben.

## Hedendaags gebruik
Het woord "amok", of "amok maken", wordt in het hedendaagse Nederlandse taalgebruik verzachtend gebruikt. Het heeft de oorspronkelijke betekenis verloren. Wanneer iemand amok maakt, wordt bedoeld dat iemand problemen of ruzie veroorzaakt.
In België worden "AMOK-incidenten" (Nederlands) of "incidents AMOK" (Frans) geïdentificeerd door de veiligheidsdiensten. Dit zijn situaties waarin een of meerdere personen anderen aanvallen met het doel om zoveel mogelijk slachtoffers te maken. De dader verschuilt zich niet en er worden geen gijzelaars genomen.

## Psychiatrie
In de DSM-IV en DSM-IV-TR werd amok omschreven als een episode die wordt gekenmerkt door plotseling agressief, gewelddadig of moordlustig gedrag jegens personen en objecten. De persoon in kwestie is zich na deze episode niet bewust van wat zich heeft plaatsgevonden (amnesie). Het syndroom werd voor het eerst omschreven in Maleisië en werd in de DSM-IV geklasseerd als een cultuurgebonden syndroom. Oorspronkelijk werd gedacht dat het syndroom enkel voorkwam in Maleisië, Indonesië en India. In de DSM-IV werd amok tevens onder de categorie ‘dissociatieve stoornis niet anders omschreven’ beschreven als een vorm van dissociatieve trance. In de DSM-5 is de classificatie cultuurgebonden syndroom niet opnieuw opgenomen.
In het Pinkhof Geneeskundig woordenboek wordt amok omschreven als een cultuurgebonden stressverschijnsel dat gekenmerkt wordt door een dissociatieve toestand na een periode van onvrede, in combinatie met piekeren.